# غوردون بارك بيكر
غوردون بارك بيكر (بالإنجليزية: Gordon Park Baker)‏ هو فيلسوف بريطاني، ولد في 20 أبريل 1938، وتوفي في 25 يونيو 2002.